# ビントロング
ビントロング（Arctictis binturong）は、哺乳綱食肉目ジャコウネコ科ビントロング属に分類される食肉類。本種のみでビントロング属を構成する。別名クマネコ、ビンツロング。

## 分布
インド北東部、インドネシア（ジャワ島、スマトラ島、ボルネオ島）、カンボジア、タイ王国、中華人民共和国南部、ネパール東部、フィリピン（パラワン島、Calauit島）、ブータン、ベトナム、マレーシア、ミャンマー、ラオス

## 形態
頭胴長（体長）61 - 97センチメートル。尾長56 - 89センチメートルとジャコウネコ科最長種。体重9 - 15キログラム。尾は長く筋肉が発達し、先端を物に巻きつけることができる。全身は長い体毛で粗く被われるが、頭部は短い体毛で被われる。耳介後面の体毛が伸長し、耳介の先端から房状の体毛が生えているようにみえる。毛衣は黒く、毛先は灰色や赤褐色。耳介の外縁は白く縁取られる。
耳介は小型で、丸みを帯びる。鼻孔の周辺にある露出部（鼻鏡）は大型。歯列は門歯が上下6本、犬歯が上下2本、小臼歯が上顎8本・下顎6 - 8本、大臼歯が上顎2 - 4本、下顎4本の計36 - 40本の歯を持つ。盲腸は小型で、ない個体もいる。爪は短くやや湾曲し、不完全ながら引っ込めることができる。
出産直後の幼獣は体重320グラム。乳頭の数は4。

## 分類
以下の亜種の分類は、Wozencraft(2005)に従う。
- Arctictis binturong binturong (Raffles, 1821)
- Arctictis binturong albifrons (Cuvier, 1822)
- Arctictis binturong kerkhoveni Sody, 1936
- Arctictis binturong mengalensis Wang & Li, 1987
- Arctictis binturong penicillata Temminck, 1835
- Arctictis binturong whitei Allen, 1910

## 生態
単独もしくは小規模な群れを形成して生活する。樹上棲だが、地表に降りたり水中に入ることもある。夜行性で、昼間は樹洞などで休む。休む時には尾を体に巻きつけ、頭部を尾の下に入れる。
主に果実を食べるが、昆虫、鳥類、小型哺乳類も食べる雑食性。
繁殖形態は胎生。周年繁殖するが、飼育下では1 - 3月に繁殖することが多いとされる。妊娠期間は84 - 99日。1回に1 - 6頭（主に1 - 3頭。平均2頭。）の幼獣を産む。生後6 - 8週間で固形物も食べることができるようになる。生後2年半で性成熟する。
天敵として トラ、ヒョウ、ウンピョウ、ドール、アミメニシキヘビがいる。

## 人間との関係
食用とされたり、薬用になると信じられていることもある。ペットとして飼育されることもある。
森林伐採やアブラヤシ用のプランテーションへの転換などが原因の生息地の破壊、狩猟などにより生息数が減少している。1989年にインドの個体群が、ワシントン条約附属書IIIに掲載されている。